# Susurrah
Sususrrah es una banda de thrash metal fundada en Barcelona, Cataluña (España). Su estilo musical es definido normalmente como thrash metal. En sus letras suelen criticar con dureza el militarismo,  fascismo,  racismo y sexismo, entre otros asuntos.

## Historia
El inicio de lo que a día de hoy es Susurrah se remonta al mes de marzo del 2009. Cuando Santi (Guitarra) y Charly (Batería) ambos por aquellas fechas miembros de Hathor, deciden montar un proyecto en paralelo bajo el nombre de New Project. Después de meses componiendo los primeros temas, da comienzo la búsqueda del resto de miembros. En diciembre de 2009 se incorpora Javier (Bajista). En el mes de marzo de 2010 se incorpora Ainärs (Cantante) y en el mes de abril Abraham (Guitarra) dando por cerrada la formación aún bajo el nombre de New Project.
En el mes de agosto de ese mismo año el grupo da un giro inesperado ya que Charly decide abandonar por motivos personales. En pocas semanas contactan con Héctor (Batería) y después de varias pruebas deciden replantearse el proyecto. Ainärs y Abraham dejan de formar parte de él. A partir de este momento empieza a nacer lo que a día de hoy es Susurrah.
Empiezan a retocar los temas que ya habían compuesto aportando una nueva personalidad al grupo y en la composición de nuevos temas para la que sería su primera Demo. Paralelamente continúan en la búsqueda de los componentes que faltan: un cantante y un segundo Guitarra.
En marzo de 2011 inician la grabación de los primeros temas de SUSURRAH compaginándolo con los ensayos y las pruebas a músicos. Hasta que en el mes de mayo contacta con ellos Alex (Guitarra) que tras varias pruebas entra a formar parte de la banda.
Después de una intensa y larga búsqueda, en el mes de junio la formación de SUSURRAH queda cerrada con la incorporación de Carlos Olmedilla (Cantante). En noviembre de 2011 finalizan la grabación de los temas y empiezan a distribuirlos de manera oficial por diversas emisoras de radio obteniendo buenas críticas. Y llegados al mes de diciembre realizan su primer concierto en la Sala Sixth House Llobregat.
En enero de 2013 Javier Rosales (Bajista) decide abandonar el grupo por motivos personales y diferencia de criterios con el resto de miembros. Y en febrero de ese mismo año Héctor Sepúlveda (Batería) y de forma repentina también decide abandonar la banda, siendo sustituido una semana después por Mark García. Después de una intensa búsqueda, en el mes de julio de 2013 entra a formar parte del grupo Adrián Grané (Bajista). Después de unos años muy duros buscando un cantante en la que siguen componiendo temas nuevos, en febrero de 2016 queda cerrada la formación con la incorporación de Pako Cuadro (Cantante). En enero de 2017, Alex Rastrojo decide abandonar el grupo siendo sustituido por Paco Marín en el mes de febrero de ese mismo año.

## Miembros

### Actuales
- Pako Cuadro - Voz
- Santi Guevara - Voz y guitarra
- Pako Marín - Guitarra
- Adrián Grané - Bajo
- Mark García - Batería

### Anteriores
- Carlos Olmedilla - Voz
- Héctor Sepúlveda - Batería
- Charly Giménez - Batería
- Alex Rastrojo - Guitarra
- Javier Rosales - Bajo
- Abraham Martín - Guitarra